# Faleapuna
Faleapuna est un village de l'île d'Upolu aux Samoa.

## Géographie
Il est situé sur la côte nord-est dans le district politique de Va'a-o-Fonoti.